# Моряк (учебное судно, 1892)

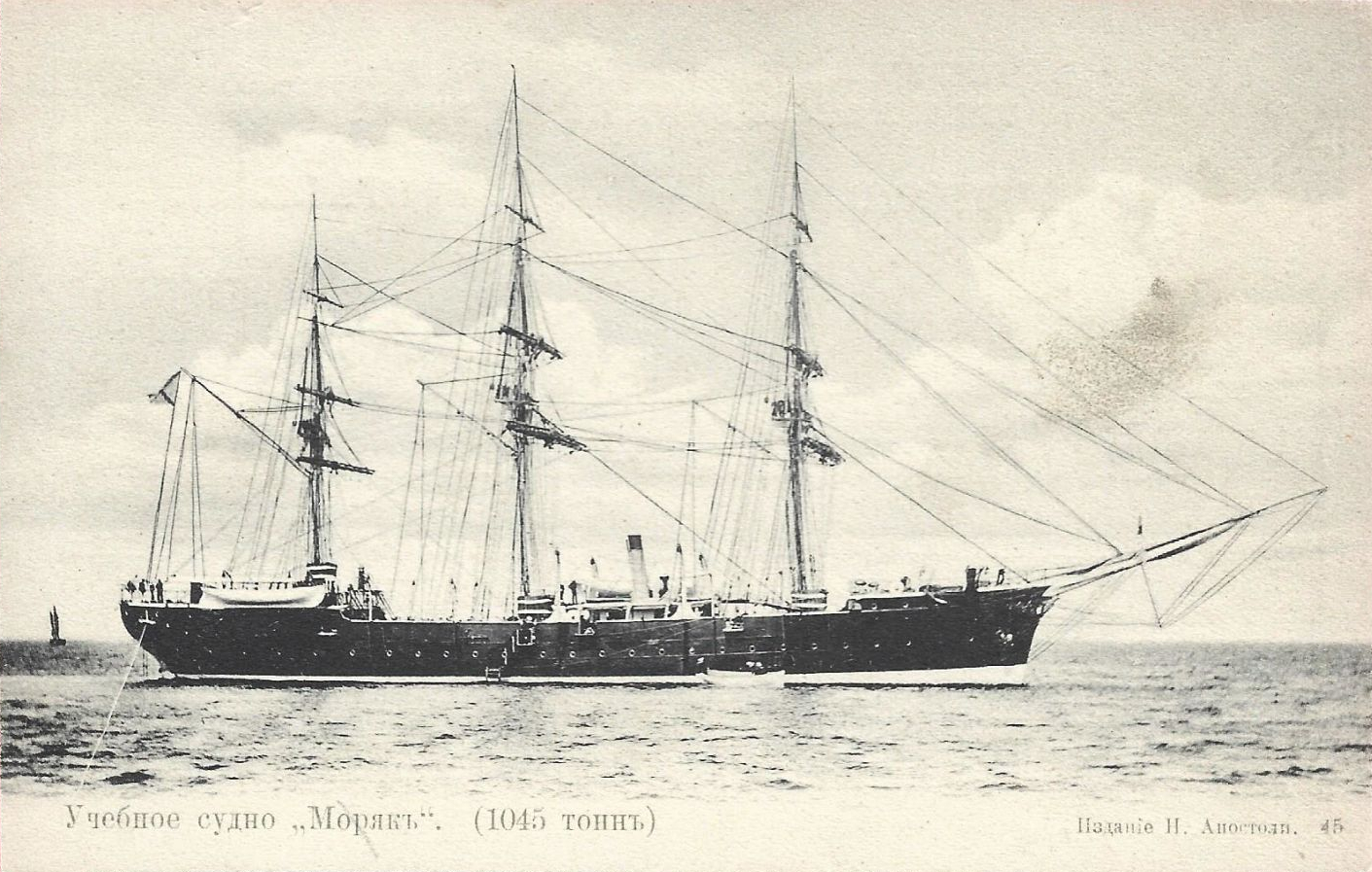
Учебное судно «Моряк» на открытке Российской Империи

Моряк — учебное судно Русского императорского флота.

## Строительство
В июле 1890 года Морское министерство разослало ряду русских и иностранных заводов приглашение поучаствовать в конкурсе на постройку трёхмачтового стального парусного судна для замены устаревших учебных судов, составлявших Учебный отряд Морского кадетского корпуса.

## Командиры
Командирами учебного судна «Моряк» в составе Российского императорского флота в разное время служили:
- хх.хх.1892 — капитан 2-го ранга А. М. Спицкий;
- 06.12.1898-хх.хх.1899 — капитан 2-го ранга Н. В. Юнг;
- 1906 — капитан 2-го ранга В. К. Гирс.